# Chozan-Moschee
Die Chozan-Moschee (persisch مسجد خوزان Masdsched e Chosan, [mæsd͡ʒɛd ɛ xozɑn]) ist eine historische Moschee in Chomeinischahr in der iranischen Provinz Isfahan. 
Der ursprüngliche Bau stammt aus der Timuriden-Ära im 15. Jahrhundert. Es wird davon ausgegangen, dass das gegenwärtige Gebäude aus der Safawiden-Ära stammt. Die Moschee hat vier Iwane, deren südlicher zum Innenraum der Kuppel führt und mit Muqarnas dekoriert ist. Die Wände der Moschee wurden mit Steinen und Ziegeln bedeckt. Die Bögen der nördlichen und südlichen Iwane wurden mit Malereien in der Safawiden-Ära dekoriert, die östlichen und westlichen gehören wahrscheinlich zur Kadscharen-Ära. 
Der Schabestan hinter dem westlichen Iwan ist mit 20 Steinsäulen mit einer Höhe von 2 m ausgestattet. Ursprünglich wurde er durch Marmorsteine der Decke hindurch beleuchtet, die inzwischen wegen Reparaturarbeiten entfernt wurden.